# Първа армия (Турция)
Първа армия (на турски: 1. Ordu) е една от четирите армии на Турските въоръжени сили. Щабът ѝ е в казармите „Селимие“ в Истанбул, а подразделенията ѝ са разположени главно в Източна Тракия – района на границите с България и Турция и Черноморските проливи.